# Karin Thürig
Karin Thürig (Rothenburg, 4 luglio 1972) è un'ex ciclista su strada ed ex triatleta svizzera.

## Carriera
Specialista delle prove a cronometro, è pluricampione nazionale e due volte campionessa mondiale. Ha vinto, inoltre, i Campionati del mondo di duathlon long distance nel 2001 a Venray in Francia e nel 2002 a Weyer (Distretto di Steyr-Land) in Austria. Vice campionessa del mondo nell'Ironman 70.3 a Las Vegas (Nevada), negli Stati Uniti d'America nel 2011.

## Palmarès
- 2002

Campionati svizzeri, prova a cronometro
- 2003

Grand Prix des Nations
- 2004

3ª tappa, 2ª semitappa Gracia-Orlová
Campionati svizzeri, prova a cronometro
1ª tappa Thüringen Rundfahrt
Chrono Champenois
Campionati del mondo, prova a cronometro
- 2005 (Univega Pro Cycling Team, cinque vittorie)

Souvenir Magali Pache
5ª tappa Tour de l'Aude
8ª tappa Tour de l'Aude
Campionati del mondo, prova a cronometro
Campionati svizzeri, prova a cronometro
- 2006 (Univega Pro Cycling Team, tre vittorie)

Campionati svizzeri, prova a cronometro
Chrono Champenois
- 2007 (Raleigh-Lifeforce, quattro vittorie)

1ª tappa Grande Boucle
Campionati svizzeri, prova a cronometro
Memorial Davide Fardelli
Chrono Champenois
- 2008 (Cervelo-Lifeforce, sei vittorie)

5ª tappa Grande Boucle
Campionati svizzeri, prova a cronometro
5ª tappa Thüringen Rundfahrt
Memorial Davide Fardelli
Chrono Champenois
Rogno
- 2009 (Team Bigla, due vittorie)

Campionati svizzeri, prova a cronometro
Memorial Davide Fardelli

### Altri successi
- 2006 (Univega Pro Cycling Team)

L'Heure D'Or (Cronosquadre)
- 2008 (Cervelo-Lifeforce)

Open de Suède Vargarda TTT (Cronosquadre)

## Piazzamenti

### Grandi Giri
- Giro Donne

2007: 28ª
- Grande Boucle Féminine Internationale

2007: 4ª
2008: 2ª

### Piazzamenti nelle competizioni mondiali
- Coppa del mondo

World Cup 2006: 31ª (53 punti)
World Cup 2007: 12ª (77 punti)
World Cup 2008: 20ª (65 punti)
- Campionati del mondo

Zolder 2002 - Cronometro: 3ª
Verona 2004 - Cronometro: vincitrice
Madrid 2005 - Cronometro: vincitrice
Madrid 2005 - Gara in linea: 72ª
Salisburgo 2006 - Cronometro: 2ª
Stoccarda 2007 - Cronometro: 9ª
Stoccarda 2007 - Gara in linea: 53ª
Varese 2008 - Cronometro: 6ª
Varese 2008 - Gara in linea: ritirata
- Giochi olimpici

Atene 2004: 3ª
Pechino 2008: 3ª

## Riconoscimenti
- Sportiva svizzera dell'anno nel 2004
- Mendrisio d'argento del Velo Club Mendrisio nel 2004